# Windows Phone
Windows Phone (WP) este un sistem de operare pentru mobil discontinuat, dezvoltat de Microsoft Mobile pentru smartphone-uri, ca un succesor înlocuitor pentru Windows Mobile și Zune. Windows Phone oferea o nouă interfață derivată din limbajul Metro Design. Atipic lui Windows Mobile, Windows Phone a țintit în principal piața consumatorilor decât cea de afaceri (enterprise).

## Versiuni
Windows Phone 7
Windows Phone 7 a fost anunțat la Mobile World Congress din Barcelona, Spania, la 15 februarie 2010.
Windows Phone 7.8 este o versiune a sistemului de operare Microsoft Windows Phone 7. Windows Phone 7.8 va fi disponibil tuturor telefoanelor care rulează Mango și va aduce cu sine schimbările de interfața anunțate pentru Windows Phone 8 „Apollo”. Momentan singura schimbare anunțată oficial este noul ecran de start, în care mărimea pictogramelor poate fi setată de utilizator.
Windows Phone 7.8 a fost lansat simultan cu Windows Phone 8, care conform anunțurilor Microsoft, a fost lansat in perioada toamnă-iarnă 2012.
Windows Phone 8
Pe 29 octombrie 2012, Microsoft a lansat Windows Phone 8, o nouă generație a sistemului de operare. Windows Phone 8 înlocuiește arhitectura anterioară Windows CE cu o arhitectură bazată pe kernel-ul Windows NT.
Windows Phone 8.1
Anunțat pe 2 aprilie 2014, Windows Phone 8.1 este generatia a treia a sistemului de operare si ultima sub numele Windows Phone.
Windows 10 Mobile
Pe 30 septembrie 2015 Microsoft a anuntat lansarea urmatoarei ediții, Windows 10 Mobile. Numele "Windows Phone" a fost retras, iar Windows 10 Mobile este promovat ca o editie mobila a sistemul de operare Windows 10 pentru desktop si laptop.
Telefoanele echipate cu Windows 10 Mobile suporta instalarea acelorasi aplicatii ca si pe desktop/laptop, vin echipate cu browserul Microsoft Edge, aplicatii Skype si Office Mobile pre-instalate.